# Tarsonops sectipes
Tarsonops sectipes là một loài nhện trong họ Caponiidae.
Loài này thuộc chi Tarsonops. Tarsonops sectipes được Ralph Vary Chamberlin miêu tả năm 1924.